# فلورا بيرفيتي
فلورا بيرفيتي (بالإيطالية: Flora Perfetti)‏ مواليد 29 يناير 1969، هي لاعبة كرة مضرب إيطالية تلعب باليد اليمنى. أعلى تصنيف لها في الفردي كان المركز الـ 54 في سنة 1997. أعلى تصنيف لها في الزوجي كان المركز الـ 71 في سنة 1997.

## روابط خارجية
- فلورا بيرفيتي على موقع رابطة محترفات التنس (الإنجليزية)
- فلورا بيرفيتي على موقع الاتحاد الدولي لكرة المضرب (الإنجليزية)
- فلورا بيرفيتي على موقع كأس بيلي جين كينغ (الإنجليزية)
- فلورا بيرفيتي على موقع خلاصة التنس.كوم (الإنجليزية)